# Arborimus longicaudus
Arborimus longicaudus là một loài động vật có vú trong họ Cricetidae, bộ Gặm nhấm. Loài này được True mô tả năm 1890.

## Hình ảnh

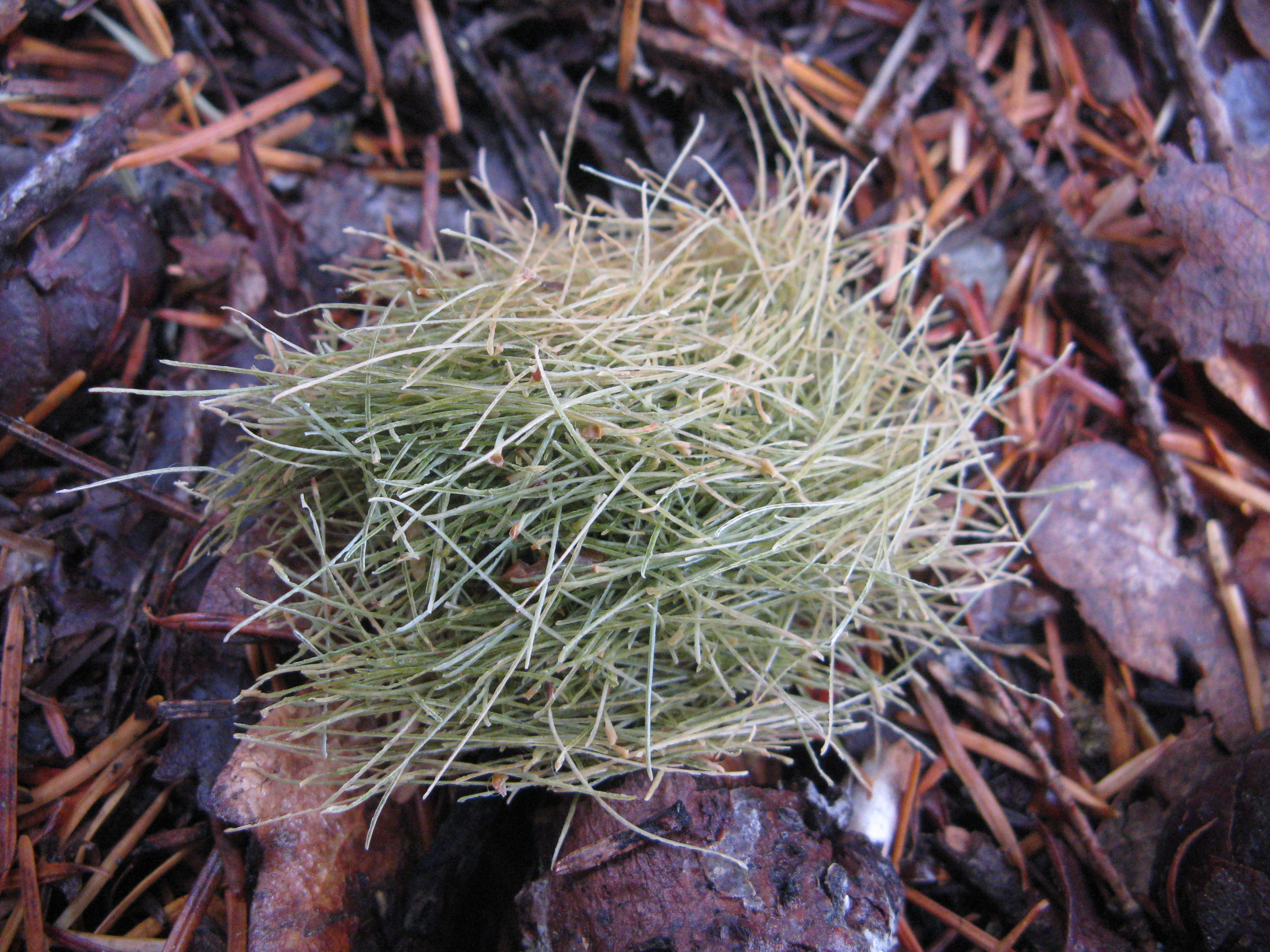